# Художник і злодій
«Художник і злодій» або «Художниця і злодій» — норвезький документальний фільм, знятий у 2020 році Бенджаміном Рі про чеську художницю Барбору Кисілкову (Barbora Kysilkova), яка подружилась з Карлом Бертилом-Нордландом, який вкрав її роботи.
Світова прем'єра фільму відбулась 23 січня 2020 року на кінофестивалі Санденс, де фільм здобув спеціальну премію журі документального кіно World Cinema за творчу розповідь. Він вийшов в США 22 травня 2020 року, дистриб'ютор — компанія Neon.

## Сюжет
Молода чеська художниця Барбора Кисілкова переїжджає з Берліна в Осло, щоб розпочати кар'єру художниці. У квітні 2015 року дві її найцінніші широкоформатні картини викрадені (з обережністю) серед білого дня з вікон Галлері Нобеля в центрі Осло. Відчайдушно шукаючи відповіді про крадіжку її картин, Барбора отримує незвичну можливість звернутися до одного з чоловіків, причетних до грабежу, норвезького кар'єрного злочинця Карла-Бертіла Нордланда. Кінорежисер Бенджамін Рі починає документувати історію після того, як Барбора неймовірно запрошує свого злодія сісти за портрет, фіксуючи малоймовірні стосунки, що виникають, коли пошкоджений дует знаходить спільну мову й утворює нерозривний зв'язок через свою взаємну спорідненість із мистецтвом.

## В ролях
- Барбора Кисілкова
- Карл Бертил-Нордланд
- Ейстейн Стіні

## Критика та відгуки
Картина «Художниця і злодій» отримала позитивні відгуки кінокритики. Вона має 97 % на Rotten Tomatoes, оснований на 99 оглядах, з середньозваженими значенням 8,1/10. Критичний консенсус сайту свідчить: «Художниця і злодій» використовує маловірогідний зв'язок між злочинцем і його жертвою полотном для переконливого портрету співчуття і вибачення. Едріан Гортон для The Guardian написав, що це «чудовий документальний фільм, більше схожий на заплутаний розповідний фільм, ніж на реальний портрет». На Metacritic фільм має рейтинг 79 з 100, оснований на 22 користувачах і 71 критику, що вказує на в цілому позитивні відгуки.